# 張蒲
張 蒲（ちょう ほ、355年 - 426年）は、中国の後燕から北魏にかけての官人。字は玄則。本名は謨。本貫は河内郡修武県。

## 経歴
後燕の御史中丞・兵部尚書の張攀の子として生まれた。後燕の慕容宝の下で陽平郡太守・河間郡太守に任じられ後に尚書左丞となった。北魏の道武帝が中山を平定すると、後燕の官人の多くは降格された後に北魏に任用されたが、張蒲は道武帝に名を知られていたため、尚書左丞の地位を許されたまま任用されている。天興年間には東部大人に任じられ、後に太中大夫に封じられている。明元帝が即位すると内都大官に就任、泰昌子の爵位を受けた。多くの裁判事務に携わりその姿勢は公正であると当時高い評価を受けている。
416年（泰常元年）、丁零の翟猛雀が北魏に叛乱を起こすと、張蒲は冀州刺史の長孫道生らとともに翟猛雀を討伐を命じられた。長孫道生らは大軍を以って攻撃しようとしたが、張蒲は「多くの者が強迫されてやむなく翟猛雀に従っているので、それを大軍で攻撃すればかれらが北魏に帰順する道が閉ざされます。まず使者を派遣してさとせば、官吏や民衆たちは喜んで降伏してくるでしょう」として反対、長孫道生は張蒲の意見を容れて明元帝に奏上、北魏が慰諭の詔を発したことで翟猛雀の多くの配下を帰順させることに成功、翟猛雀は側近100人あまりを率いて逃走したが、張蒲は長孫道生らとともにこれを追跡して翟猛雀を斬り、首級を平城に送っている。
後に劉裕による北伐が着手されると、張蒲は南中郎将・南蛮校尉に任じられ、平南大将軍長孫嵩の下で劉裕軍に対する防衛を行っている。この際には劉裕が長安に入城すると張蒲は帰還した。後に寿張子に改封され、安平公叔孫建とともに軍を率いて平原から東に渡河し、宋の青州と兗州の諸郡を落とした。その往昔により陳兵将軍・済州刺史を加位されている。その後再び宋朝の支配下とされた青州を叔孫建とともに攻撃したが、奪回に失敗している。
太武帝が即位すると、刺史に任じられた相州に赴任、426年（始光3年）に相州で客死した。享年72。死後平東将軍・広平公を追贈され、諡は文恭とされた。
死後は子の張昭が爵位を継承、幽州刺史・開府・寧東将軍に任じられている。

## 伝記資料
- 『魏書』巻三十三 列伝第二十一
- 『北史』巻二十七 列伝第十五